# Оникій Силич
Оникій (Іоанникій) Семенович Силич (до 1636 — 18 вересня 1663, Борзна) — український політик та військовий діяч. Полковник Чернігівського полку (1657—1663). Страчений після Борзенського політичного процесу.
З української шляхетної родини власного гербу Корчак зі зміною Силичів.

## Життєпис
Військовий товариш Чернігівського полку (1654—1656), антимосковської орієнтації. Активний учасник російсько-української війни (1658 — 1659) під проводом гетьмана Івана Виговського, герой Конотопської битви. Згодом, Оникій Силич був противником польської орієнтації гетьмана Юрія Хмельницького й виступав проти Слободищенського трактату останнього з Польщею. Прихильник Якима Сомка і Василя Золотаренка.
Страчений за наказом Івана Брюховецького 18 вересня 1663 у Борзні разом з Сомком, полковниками: ніжинським — Василем Золотаренком, переяславським — Опанасом Щуровським, ніжинським осавулом Павлом Килдієм.

## Родина
Дружина — Ївга (Євгенія) Василівна Радченко — донька Чернігівського бургомістра. Син Матвій у 1673 році згадується як військовий товариш.
Нащадки Оникія Силича були сотниками у Чернігівському полку, зокрема Седнівській сотні.